# Regierung Stauning IV
Die Regierung Stauning IV (dän. regeringen Stauning IV) unter Ministerpräsident Thorvald Stauning war vom 15. September 1939 bis zum 10. April 1940 die Regierung Dänemarks. Amtierender König war Christian X.
Die Regierung wurde aus der Socialdemokraterne und Det Radikale Venstre gebildet und war das 36. Kabinett seit der Märzrevolution.

## Kabinettsliste
Abgesehen von Axel Ingvard Sørensen und Svend Unmack Larsen wurden alle Minister aus dem vorigen Kabinett nach der letzten Änderung übernommen.
| Ressort                                                | Name                  | Partei               | Lebensdaten |
| ------------------------------------------------------ | --------------------- | -------------------- | ----------- |
| Ministerpräsident                                      | Thorvald Stauning     | Socialdemokraterne   | 1873–1942   |
| Äußeres                                                | P. Munch              | Det Radikale Venstre | 1870–1948   |
| Finanzen                                               | Vilhelm Buhl          | Socialdemokraterne   | 1881–1954   |
| Krieg und Marine (vereinigt als Verteidigungsminister) | Alsing Andersen       | Socialdemokraterne   | 1893–1962   |
| Kirche                                                 | Johannes Hansen       | Socialdemokraterne   | 1881–1953   |
| Bildung                                                | Jørgen Jørgensen      | Det Radikale Venstre | 1888–1974   |
| Justiz                                                 | Svend Unmack Larsen   | Socialdemokraterne   | 1893–1965   |
| Inneres                                                | Bertel Dahlgaard      | Det Radikale Venstre | 1887–1962   |
| öffentliche Arbeiten                                   | Axel Ingvard Sørensen | Socialdemokraterne   | 1882–1947   |
| Landwirtschaft und Fischerei                           | Kristen Bording       | Socialdemokraterne   | 1876–1967   |
| Industrie, Handel und Seefahrt                         | Johannes Kjærbøl      | Socialdemokraterne   | 1885–1973   |
| Soziales                                               | Ludvig Christensen    | Socialdemokraterne   | 1878–1956   |

## Quelle
- Statsministeriet: Regeringen Stauning IV